# Kleppestø

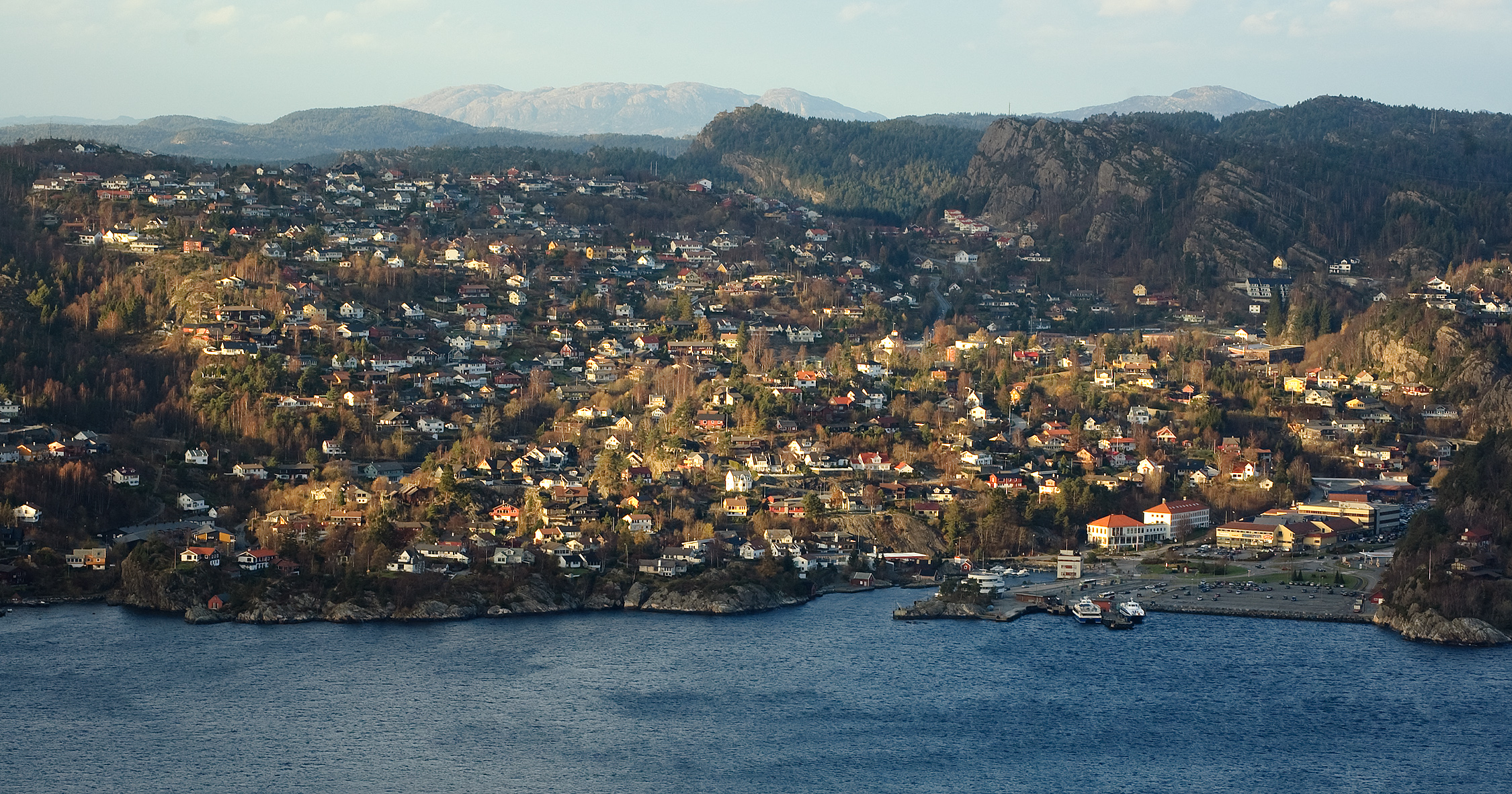
Vista de Kleppestø desde Bergen

Kleppestø es el centro administrativo del municipio de Askøy, en el condado de Hordaland, Noruega. Está situado en la costa sur de la isla y limita con los pueblos de Florvåg al norte y Strusshamn al oeste. Está conectado con la ciudad de Bergen por un servicio de ferris y por el puente de Askøy.